# Bobby Griffiths
Bobby Griffiths (sinh ngày 15 tháng 9 năm 1942) là một cầu thủ bóng đá người Anh, từng thi đấu ở vị trí wing half tại Football League cho Chester.